# Абдрасулов, Курван
Курван Абдрасулов (род. 5 мая 1932, Большой Аксу) — советский и казахстанский актёр, народный артист Казахской ССР (1987).

## Биография
Курван Абдрасулов родился 5 мая 1932 года в селе Большой Аксу Уйгурского района Алматинской области. В 1956 году кончил Ташкентский театрально-художественный институт по специальности «актёр театра и кино». После института работал в Алма-Ате в Республиканском уйгурском театре музыкальной комедии.
Актёрское мастерство Абдрасулова проявилось в образах Султанбая, Саида, Анархана («Анархан», Д. Анисимова и А. Садырова), Аббасшаха («Герип и Санам» В. И. Дьякова и И. Саттарова), Хидоятхана («Проделки Майсары» Х. Хамзы), Садбака («Садыр палуан» А. Махцирова), Айсы («Если бы родились бессмертными» А. Аширова), Азазхана («Чёрные розы» С. Джамала), Инсафа («Белое платье матери» Ш. Хусаинова), Басыбара («Айман-Шолнан», М. Ауэзова), Людовика («Отелло» Шекспира), Попандопуло («Свадьба в Малиновке» Б. Александрова).
Режиссёрские работы: «Кто в кого влюблён» А. В. Есьмана и К. Крикорли (1977, совм. с Т.Бахтыбаевым), «Мукамшылар» А. Аширова (1981), «Батыр Чинтемур» Х. Абдуллина (1985). Перевёл на уйгурский язык пьесы А. П. Чехова «Предложение» (1971), М. Т. Байджиева «Жених и невеста» (1979), А. В. Вампилова «Провинциальные анекдоты» (1987). Снялся в кинофильмах «Конец атамана» (1970), «Год дракона» (1981).